# 1986年4月9日日食
1986年4月9日日食是一次日偏食，發生於1986年4月9日。新月當天（即朔日），地球上觀測到月球和太阳的角距離極小，此時月球如果恰好在月球交點附近，穿過太阳和地球之間，與地球、太阳接近一直線，則會出現日食。由於月球偏北或偏南，本影及偽本影從地球以北或以南經過而未接觸地表，只有半影覆蓋了地球北端或南端部分區域，形成日偏食。此次日偏食月球偏南，出現在澳大拉西亞絕大部分及周邊部分地區。

## 日食概況

### 出現區域
本次日偏食可在印尼東南部（含今东帝汶）、巴布亚新几内亚除北部外的絕大部分、所罗门群岛西部、澳大利亚、新喀里多尼亞中西部、新西兰南部、南极洲靠近澳大利亚的約一半及印度洋東南部海域看到。

### 基本參數
- 類型：日偏食
- 食分最大處（位於南极洲揚島以北約560公里的洋面）資料：
  - 時間：1986年4月9日6:20:27
  - 地點：61°12′S 161°24′E / 61.2°S 161.4°E
  - 食分：0.8236（日食帶內最大）[3]

## 相關的日食

### 1986-1989年的日食
月球交替位於相對的月球交點時，以半個交點年（食年），即約177天又4小時間隔出現下列日食。
| 升交點   | 升交點                  |          | 降交點                   | 降交點 |
| 沙羅週期 | 地圖                    | 沙羅週期 | 地圖                     |        |
| 119      | 1986年4月9日 偏食（南） | 124      | 1986年10月3日 全環食     |        |
| 129      | 1987年3月29日 全環食    | 134      | 1987年9月23日 環食       |        |
| 139      | 1988年3月18日 全食      | 144      | 1988年9月11日 環食       |        |
| 149      | 1989年3月7日 偏食（北） | 154      | 1989年8月31日 偏食（南） |        |

### 沙羅周期
沙羅周期長度為18年11天。本次日食屬於沙羅周期119，共包含71次日食，依次為850年5月15日至976年7月29日的8次日偏食、994年8月9日至1012年8月20日的2次日全食、1030年8月31日的1次全環食（亦稱混合食）、1048年9月10日至1950年3月18日的51次日環食、1968年3月28日至2112年6月24日的9次日偏食，總共歷時1262.11年。其中最長的全食發生於1012年8月20日，僅持續了32秒。
下表列舉了1901年至2100年間發生的屬於該周期的日食，是第60至70次：
| 60            | 61            | 62            |
| ------------- | ------------- | ------------- |
| 1914年2月25日 | 1932年3月7日  | 1950年3月18日 |
| 63            | 64            | 65            |
| 1968年3月28日 | 1986年4月9日  | 2004年4月19日 |
| 66            | 67            | 68            |
| 2022年4月30日 | 2040年5月11日 | 2058年5月22日 |
| 69            | 70            |               |
| 2076年6月1日  | 2094年6月13日 |               |

## 資料來源
1. ↑  樊忠玉. . 中国天文科普网.   [2016-02-19]. （原始内容存档于2014-09-17）.
2. ↑  Fred Espenak. . NASA Eclipse Web Site.   [2016-02-19]. （原始内容存档于2020-10-24）.（英文）
3. ↑  Fred Espenak. . NASA Eclipse Web Site.   [2016-02-19]. （原始内容存档于2020-10-28）.（英文）
4. ↑  Fred Espenak. . NASA Eclipse Web Site.（英文）

## 外部連結
- NASA日食專頁（页面存档备份，存于）（英文）
- 可見區域圖和時間統計：由弗雷德·埃斯佩納克做出的日食預報，NASA/GSFC
  - 貝塞爾元素

| \| \| 日食 \|                              |                             |                                           |
| 上一次日食： 1985年11月12日日食 （日全食） | 1986年4月9日日食 （日偏食） | 下一次日食： 1986年10月3日日食 （全環食） |
| 上一次日偏食： 1985年5月19日日食           | 1986年4月9日日食 （日偏食） | 下一次日偏食： 1989年3月7日日食           |
|                                            | 日食                        |                                           |